# Keleng
Keleng is een bestuurslaag in het regentschap Cilacap van de provincie Midden-Java, Indonesië. Keleng telt 3029 inwoners (volkstelling 2010).